# Strands Gunger
Strands Gunger er et kystnært naturområde ved Begtrup Vig på det sydlige Djursland, med en række sjældne naturtyper. Området er del af Natura 2000-område nr. 51 Begtrup Vig og kystområder ved Helgenæs, der omfatter Begtrup Vig og dele af halvøen, Helgenæs. Navnet, Gunger, i Strands Gunger, refererer ifølge en beskrivelse, anvendt om Boeslum Gunger på Djurslands østkyst til gyngende grund. (Gun-ger: Jorden gynger, når kvæget bisser).
Krumodder Kysten ved Strands Gunger rummer vind- bølge og strømskabte, krumodder ud i havet fra stranden. Krumodderne danner helt er delvist lukkede lagunesøer. I Strands Gunger er der et mobilt strandvoldskompleks, der kan flytte sig 10 – 14 meter på en uge, hedder det i en beskrivelse af Strands Gunger.  Ældre strandvolde fremstår som parallelle ribber et stykke inde i land fra kysten. De er synlige på luftfotos af området, såsom på korttjenesten, Krak.dk.
Rigkær Som del af strandengen i Strands Gunger findes flere mosetyper. Blandt andet den sjældne type, Rigkær. Rigkær karakteriseres som en mose eller eng, hvor grundvandet er mere eller mindre kalkholdigt.. Den særlige rigkærsvegetation bliver beskrevet som lysåben og artsrig. Rigkær forekommer på fugtig til vandmættet jordbund med fremsivende grundvand og en lav tilgængelighed af kvælstof og fosfor. Mosetypen, Rigkær, findes typisk ved foden af skrænter langs ådale og kyster, hvor grundvandsspejlet kommer tæt på overfladen, og i marint forland. Begge dele er tilfældet for Strands Gunger. Ofte er rigkær et meget lokal fænomen i en mose, afgrænset til de steder hvor grundvandet presses op i overfladen.. Rigkær forekommer især i det østlige og nordlige Danmark, hvor kalkforekomster i undergrunden præger det fremvældende grundvand. Sjældne arter af planter og mosser har deres hovedforekomst i rigkær.  Rigkær er ifølge databasen over danske vegetationstyper, Danveg, blevet sjælden som følge af dræning, vandstandssænkning, nitratforurening af grundvandet, forurening med næringsrigt overfladevand, ophørt græsning samt omlægning. I følge Danveg findes rigkær ofte kun i mindre dele af et moseområde, medvirkende til at sjældne arter kan have svært ved at overleve på lang sigt. Danveg peger i forlængelse heraf på at mosetypen har høj prioritet i naturforvaltningen.
Zoologi og Biologi Strandtudse er muligvs knyttet til Strands Gunger. Planten, liden vandarve, hører til de vækster, der gror i Strands Gungers rigkær-moseområder. Områdets lavvandende kyst i Begtrup Vig angives som opvækststed for fladfiskeyngel. 
Afgrænsning Strands Gunger er ikke et specielt stort naturområde. Langs Begtrup Vig’s kystlinje er det cirka 2 kilometer langt. Områdets krumodder og dertil hørende småøer strækker sig på det længste sted 800 meter ud i Begtrup Vig. Begtrup Vig ligger overfor Aarhus, i Aarhus Bugt, 18 kilometer øst for Aarhus. 
Ind mod land går området på det dybeste sted 400 meter ind til kanten af bakkeland med pløjede marker. Udbredelsen af dette mose- og strandområde kan ses nøjagtigt på luftfotos, såsom via de offentligt tilgængelige luftfotos på Krak.dk. Strands Gunger ligger i nordøst-enden af Begtrup Vig startende cirka en kilometer vest for Draget. Draget er den landtange, som forbinder Molslandet med halvøen Helgenæs. Helgenæs er den yderste del af Syddjursland nord for Samsø. 
Adgang Adgang til Strands Gunger sker til fods. Fra den relativt højtliggende landsby, Begtrup, 1.5 kilometer nord for, har man et overblik over området, som er en del af det nordlige Begtrup Vig’s kystområde. Fra Begtrup kan man gå ned i området. Man kan også komme ind langs kysten fra øst, ved Dragsmurvej og Draget, hvor der kan parkeres. Eller fra vest langs kysten, fra sommerhusområdet ned for landsbyen Strands.
56°10′9.3″N 10°30′5.0″Ø / 56.169250°N 10.501389°Ø

## Eksterne kilder og henvisninger
1. ↑  Hjemmesiden, Spor i Landskabet,
2. 1 2  Naturstyrelsens basisanalyse af Natura 2000 området, Begtrup Vig og kystområder ved Helgenæs, områder nr. 51, Habitatområde H47,
3. 1 2 3 4 5 6  DANVEG, en database over danske vegetationstyper, www.danveg.dk
4. ↑  Hjemmesiden, Strand og Natur, Strandtudse

- Hjemmesiden, Spor i Landskabet,
- Naturstyrelsens basisanalyse af Natura 2000 området, Begtrup Vig og kystområder ved Helgenæs, områder nr. 51, Habitatområde H47.
- DANVEG, en database over danske vegetationstyper, www.danveg.dk
- Hjemmesiden, Strand og Natur, Strandtudse